# Avantguarda russa
L'avantguarda russa, rus: Русский авангард Russkii avangard, és una de les tendències del modernisme a Rússia (anys 1900-1930), que va prosperar el 1914-1922.
Les principals tendències i llurs representants foren:
- Art abstracte, Vassili Kandinski
- Suprematisme, Kazimir Malèvitx
- Constructivisme, Vladímir Tatlin
- Cubofuturisme (cubisme, futurisme), Vladímir Maiakovski
- Tendència orgànica, Mikhaïl Matiuixin

Les avantguardes russes van assolir el seu apogeu creatiu i popular en el període comprès entre la Revolució Russa de 1917 i el 1932, moment en què les idees de l'avantguarda van xocar amb la recentment emergida tendència del realisme socialista, patrocinada per l'Estat. Molts dels artistes abstractes de Rússia es van convertir en constructivistes creient que l'art ja no era una cosa remota, sinó la vida mateixa. L'artista ha de convertir-se en tècnic, aprenent a utilitzar les eines i els materials de la producció moderna. L'art a la vida! era l'eslògan de Vladimir Tatlin, i el de tots els futurs constructivistes. Varvara Stepanova i Alexandre Exter i altres van abandonar la pintura de cavallet i van desviar les seves energies cap al disseny teatral i les obres gràfiques. A l'altre costat hi havia Kazimir Malevich, Anton Pevsner i Naum Gabo, que argumentaven que l'art era essencialment una activitat espiritual; crear el lloc de l'individu al món, no organitzar la vida en un sentit pràctic i materialista. Molts dels que eren hostils a la idea de producció materialista de l'art van abandonar Rússia. Anton Pevsner va anar a França, Gabo va anar primer a Berlín, després a Anglaterra i finalment a Amèrica. Kandinsky va estudiar a Moscou i després va marxar a la Bauhaus. A mitjans de la dècada de 1920 s'havia acabat el període revolucionari (1917 a 1921) en què els artistes havien estat lliures d'experimentar; i a la dècada de 1930 només es permetia el realisme socialista.

## Principals figures emblemàtiques
Arquitectes
- Vladímir Xúkhov
- Moissei Guínzburg
- Ilià Gólossov
- Ivan Leonídov
- Konstantín Mélnikov
- Iàkov Txérnikhov
- Aleksandr Vesnin

Artistes plàstics
- Alexander Archipenko
- Natan Altman
- Oleksandr Bohomàzov
- Marc Chagall
- Vladímir Barànov-Rossiné
- David Burliuk
- Vladímir Burliuk
- Vera Iermolàieva
- Aleksandra Ekster
- Pàvel Filónov
- Naum Gabo
- Mikhaïl Grobman
- Nina Guenke
- Natàlia Gontxarova
- Anna Kagan
- Vassili Kandinski
- Ivan Kliun
- Gustavs Klucis
- Pàvel Kuznetsov
- Mikhaïl Le Dentu
- Aristarkh Lentúlov
- El Lissitzky
- Kazimir Malèvitx
- Paul Mansouroff
- Mikhaïl Matiuixin
- Vadim Mel·ler
- Solomon Nikritin
- Liubov Popova
- Jean Pougny
- Kliment Redko
- Aleksandr Ródtxenko
- Olga Rózanova
- Léopold Survage
- Varvara Stepànova
- Gueorgui i Vladímir Stenberg
- Vladímir Tatlin
- Ilià Txàixnik
- Vassili Iermílov
- Nadejda Udaltsova
- Aleksandr Jdànov

Periòdics, revistes
- LEF
- Mir iskusstva

Cineastes
- Oleksandr Dovjenko
- Serguei Eisenstein
- Vsévolod Pudovkin
- Dziga Vértov

Escriptors
- Velimir Khlébnikov
- Vladimir Maiakovski
- Serguei Tretiakov

Directors d'escena
- Vsévolod Meierhold
- Nikolai Evréinov
- Ievgueni Vakhtàngov
- Serguei Eisenstein

Poetes
- Aleksandr Vvedenski
- Nikolai Burliuk
- Daniïl Kharms
- Benedikt Lívxits
- Ilià Zdanévitx

## Galeria
- Art abstracte. Vassili Kandinski, Composició VII pintat el 1913[3]
- Futurisme rus. Natàlia Gontxarova, Ciclista, 1913
- Raionisme. Mikhaïl Lariónov, El vidre, 1912
- Suprematisme. Kazimir Malèvitx, Plaça negra, 1915
- Proletkult. El Lissitzky, Colpegeu els blancs amb la falca vermella, 1919
- Constructivisme. Vladímir Tatlin, Monument a la Tercera Internacional, 1919
- Art constructivista. Aleksandr Ródtxenko, Taula d'escacs disseny, 1925
- Constructivisme. Ilià Gólossov, Club Zuiev, 1926